# Rio Domesnic
O Rio Domesnic é um rio da Romênia, afluente do Neamţ, localizado no distrito de Neamţ.